# Antago
Antago è un videogioco rompicapo prodotto da Art of Dreams nel 1990 per i personal computer Amiga 500 e Atari ST.

## Modalità di gioco
Il sistema di gioco è basato sul principio del tris, anche se in realtà il numero delle caselle da riempire in successione ammonta a cinque. Il player impersona un diavolo, impegnato davanti a una breve serie di gigantesche scacchiere monocrome in una partita con un angelo. A turno, ognuno dei due può riempire una delle caselle del tabellone con il proprio segno (una nuvoletta per l'angelo ed una palla spinosa per il diavolo). Attraverso lo scorrimento dei segni precedentemente depositati sulla scacchiera, nel corso della partita viene a crearsi una trama di possibili combinazioni. Si può vincere componendo un seguito di cinque segni in verticale, in orizzontale o di traverso, tagliando il tabellone esattamente a metà da un angolo all'altro. Il totale di confronti giocabili durante una singola partita, quindi, è di cinque match, dove ogni giocatore se ne aggiudica due e il terzo decide il vincitore.